# Alta formazione artistica, musicale e coreutica
Alta formazione artistica, musicale e coreutica (AFAM) è una locuzione che indica l'istruzione superiore artistica appartenente al sistema universitario della Repubblica italiana. Sottoposta al Ministero dell'università e della ricerca, venne istituita nel 1999. La struttura dei corsi è assimilabile a quella delle università, ovvero al processo di Bologna che prevede il percorso del cosiddetto 3+2.

## Storia
Dopo l'unità d'Italia le accademie di belle arti e i conservatori in Italia furono istituti superiori parificati alle università italiane fino a quando il governo Mussolini li declassò a istituzioni scolastiche; per questo motivo rimasero sottoposte alla supervisione del Ministero della pubblica istruzione e non più considerate di livello universitario. Con la nascita della Repubblica Italiana la necessità di ridare valore di tipo universitario ai diplomi rilasciati da queste istituzioni ai sensi del nuovo ordinamento repubblicano, spinse il legislatore dall'inizio degli anni novanta (anche con alcuni eclatanti episodi di protesta da parte degli studenti), a chiedere l'equipollenza con le università e ad avere la supervisione del Ministero dell'università e della ricerca, allora dicastero distinto. I principali motivi furono l'imparità di qualificazione, all'apertura del mercato delle professioni nel 1992, dopo la firma del trattato di Maastricht, tra professionisti italiani ed esteri pur avendo frequentato gli stessi studi a causa dello status di università delle analoghe istituzioni comunitarie, oltre al fatto che le università italiane si fossero mosse nel settore proprio dell'arte e della musica entrando in concorrenza con accademie e conservatori, come nel caso dell'istituzione del DAMS presso l'università di Bologna nel 1971.
Venne emanato il decreto del Ministero della Pubblica Istruzione 24 novembre 1994, n. 334 definiva gli istituti compresi nel comparto AFAM nonchè i settori disciplinari e i relativi programmi di insegnamento per le scuole e gli istituti di istruzione secondaria superiore in tale ambito. Successivamente il governo D'Alema con la legge 21 dicembre 1999, n. 508 venne riordinata l'intera materia equiparando le accademie e i conservatori alle istituzioni universitarie e ponendole sotto la vigilanza del dipartimento università e ricerca, anche quando nel 2001 i due dicasteri furono accorpati nel Ministero dell'istruzione, dell'università e della ricerca e nelle successive divisioni e ricomposizioni dello stesso.

## Il quadro normativo
Ai sensi del legge 21 dicembre 1999 n. 508:
[…]
4. Le istituzioni di cui all'articolo 1 sono sedi primarie di alta formazione, di specializzazione e di ricerca nel settore artistico e musicale e svolgono correlate attività di produzione. Sono dotate di personalità giuridica e godono di autonomia statutaria, didattica, scientifica, amministrativa, finanziaria e contabile ai sensi del presente articolo, anche in deroga alle norme dell'ordinamento contabile dello Stato e degli enti pubblici, ma comunque nel rispetto dei relativi principi.»

## Il credito formativo accademico (CFA)
Per misurare il carico didattico dello studente AFAM, il Ministero dell'università ha introdotto, nell'ambito del sistema dei crediti formativi, il "credito formativo accademico" (CFA). Esso è è analogo al credito formativo universitario (CFU).
Il decreto del Ministero dell'università e della ricerca 1 marzo 2012 n. 50 ha definito le corrispondenze tra i crediti acquisiti nei corsi quadriennali del previgente ordinamento ed i crediti previsti dai corsi di diploma accademico di primo livello.

## Gli istituti
Sotto la denominazione "alta formazione artistica, musicale e coreutica" sono ricomprese:
- le accademie di belle arti;
- i conservatori di musica;
- l'Accademia nazionale di danza;
- l'Accademia nazionale d'arte drammatica;
- l'Accademia internazionale di teatro;
- gli istituti superiori per le industrie artistiche (ISIA);
- gli istituti superiori di studi musicali (ex istituti musicali pareggiati).

Sono per ora escluse la Scuola nazionale di cinema e l'Istituto nazionale del dramma antico.

## L'offerta formativa

### Le accademie di belle arti
In generale le accademie di belle arti hanno insegnamenti paragonabili in parte ai corsi in Discipline delle arti, della musica e dello spettacolo (DAMS), cinema musica teatro (CMT), cinema teatro produzione multimediale (CTPM), beni culturali ed architettura, anche se non esistono insegnamenti di letteratura e di matematica. In particolare, le nuove tecnologie per l'arte e comunicazione visiva multimediale, forniscono un percorso simile a DAMS, CMT e CTPM, ma con prevalenza alle materie pratiche e con l'aggiunta di alcune nozioni di scienza e di sociologia della comunicazione, mentre scenografia è piuttosto affine ad architettura; altri corsi sperimentali sono affini ai corsi di studio universitari in beni culturali.
Nel nuovo percorso 3+2 tutti i corsi tenuti presso le accademie di belle arti hanno una forte presenza di materie teoriche legate alla storia (storia dell'arte, storia della grafica, storia dello spettacolo, storia dei nuovi media, ecc.), alla filosofia (estetica, pedagogia dell'arte, antropologia culturale), alla psicologia (teoria della percezione e psicologia della forma) e a beni culturali (museologia), tantoché non corrisponde più a verità che i corsi tenuti presso tali istituzioni siano essenzialmente pratici come accadeva negli anni ottanta e prima ancora.
L'aggiunta di materie complementari completamente teoriche era già stata avviata con la riforma quadriennale del 1994, corrispondente al penultimo (previgente) ordinamento, ma è stata aumentata ulteriormente portando le materie teoriche quasi al 50% dell'impegno di studio totale. In base secondo una recente legge del MIUR del 24 dicembre 2013, poi migliorata e affermata nell'Aprile del 2017, coloro che possiedono un diploma AFAM è equipollente ad una laurea L-3, ed è valida anche per il proseguimento degli studi ai livelli superiori d'istruzione universitaria e post-universitaria.
Presso le Accademie di Belle Arti è inoltre attivo il programma Erasmus, che offre agli studenti l'opportunità di svolgere periodi di studio e tirocinio in numerose università e istituzioni europee. Il programma, parte integrante dell'offerta formativa, favorisce la mobilità internazionale, lo scambio culturale e l'arricchimento accademico, permettendo agli studenti di ampliare le loro competenze artistiche e professionali in un contesto internazionale. La partecipazione al programma è accessibile tramite bandi specifici e il supporto dell'ufficio Erasmus dell'Accademia.

### I dottorati di ricerca
Dall'A.A. 2024/2025 sono attivi anche i dottorati di ricerca, il primo ciclo interamente organizzato da un'Istituzione AFAM. Il Ministero dell'Università e della Ricerca (MUR), si è dotato di uno strumento innovativo per il terzo livello della formazione universitaria, il Dottorato di ricerca di Interesse Nazionale (DIN). Questo tipo di dottorati sono una novità non solo per l’Italia ma anche a livello europeo: essi sono complementari ai dottorati di ricerca tradizionali, essendo basati sull'aggregazione di competenze che beneficiano una massa critica e di un coordinamento nazionale, condividendo risorse e infrastrutture e garantendo l’accesso anche alle sedi più piccole, svolgendo un ruolo di formazione tematica analogo a quello delle scuole nazionali. Obiettivo dei DIN à la creazione di reti di giovani ricercatori, selezionati secondo standard elevati e formati su temi di ricerca omogenei ed interdisciplinari, favorendo il ponte tra ricerca accademica e industriale, riducendo la frammentazione, contribuendo rendere il nostro sistema universitario, e quindi il nostro paese, più competitivo a livello internazionale, puntando ad entrare nella rete degli European Doctoral Network.

## Equiparazione dei titoli
La normativa attuale prevede l'equiparazione dei diplomi ottenuti con gli ordinamenti previgenti la riforma 3+2 (anche "sperimentali") e il riconoscimento dei crediti CFA ottenuti attraverso i corsi sperimentali 3+2 anche dentro le istituzioni universitarie (con equiparazione quindi tra CFA e CFU) rilasciati dalle istituzioni di alta formazione artistica, musicale e coreutica alle lauree della classe delle lauree in scienze e tecnologie delle arti figurative, della musica, dello spettacolo e della moda, qualora siano conseguiti congiuntamente a un diploma di scuola secondaria di secondo grado.